# 314082 Dryope
314082 Dryope è un asteroide Apollo, classificato come oggetto potenzialmente pericoloso. Scoperto nel 2005, presenta un'orbita caratterizzata da un semiasse maggiore pari a 2,2383570 UA e da un'eccentricità di 0,5746891, inclinata di 16,14060° rispetto all'eclittica.
L'asteroide è dedicato a Driope, principessa trasformata in ninfa nella mitologia greca.